# Vid Kavtičnik

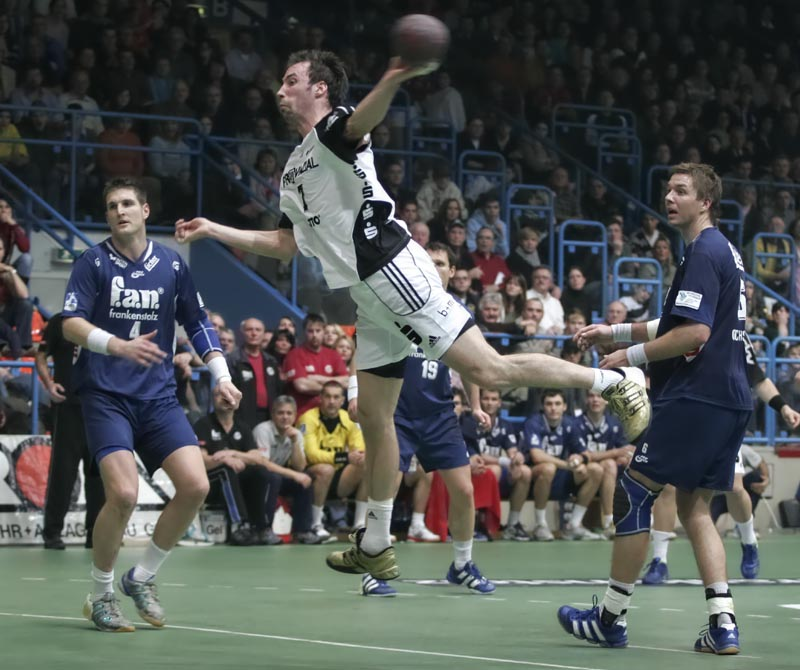
Vid Kavtičnik am 30. Dezember 2006

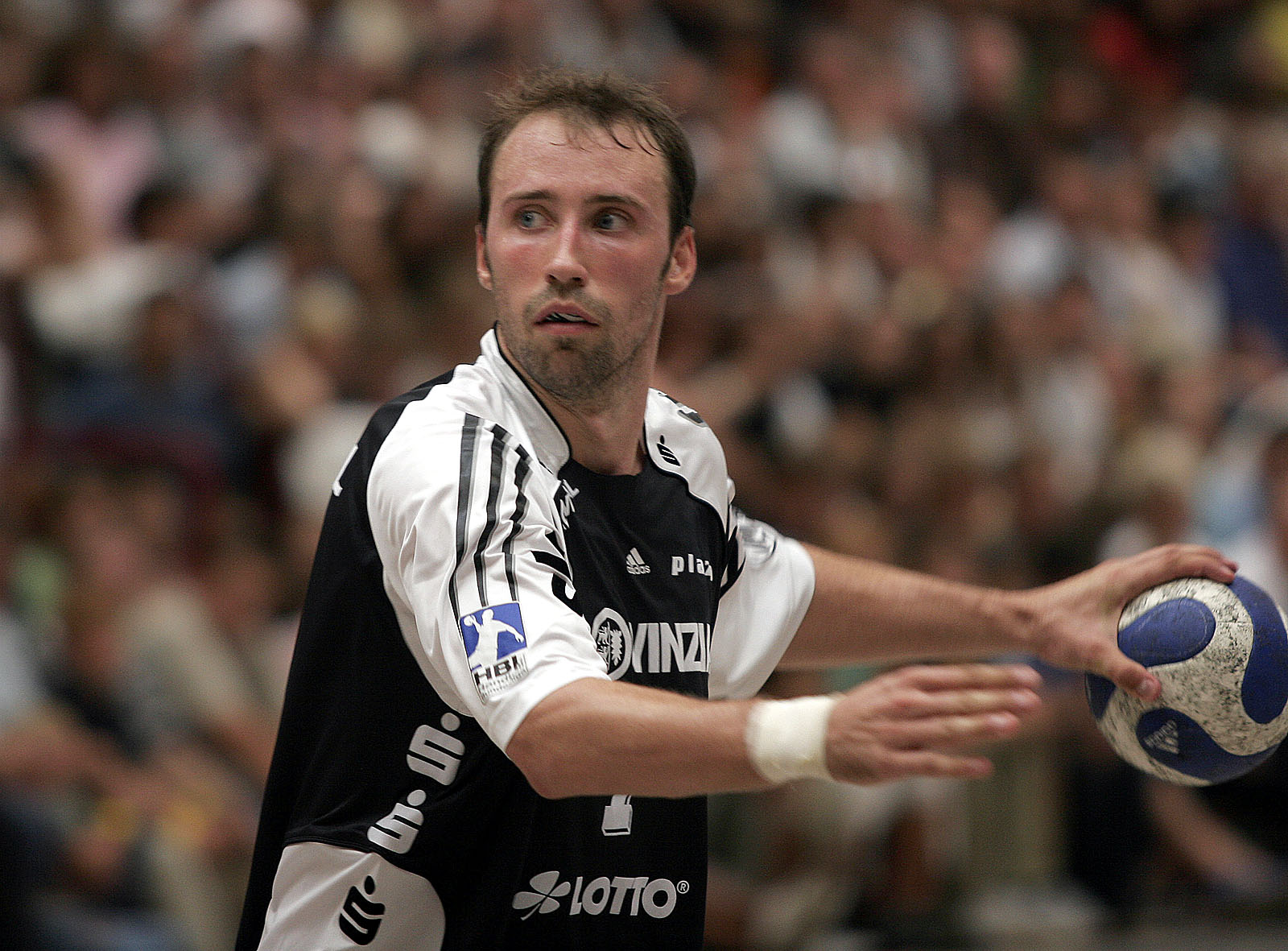
Vid Kavtičnik am 11. August 2007

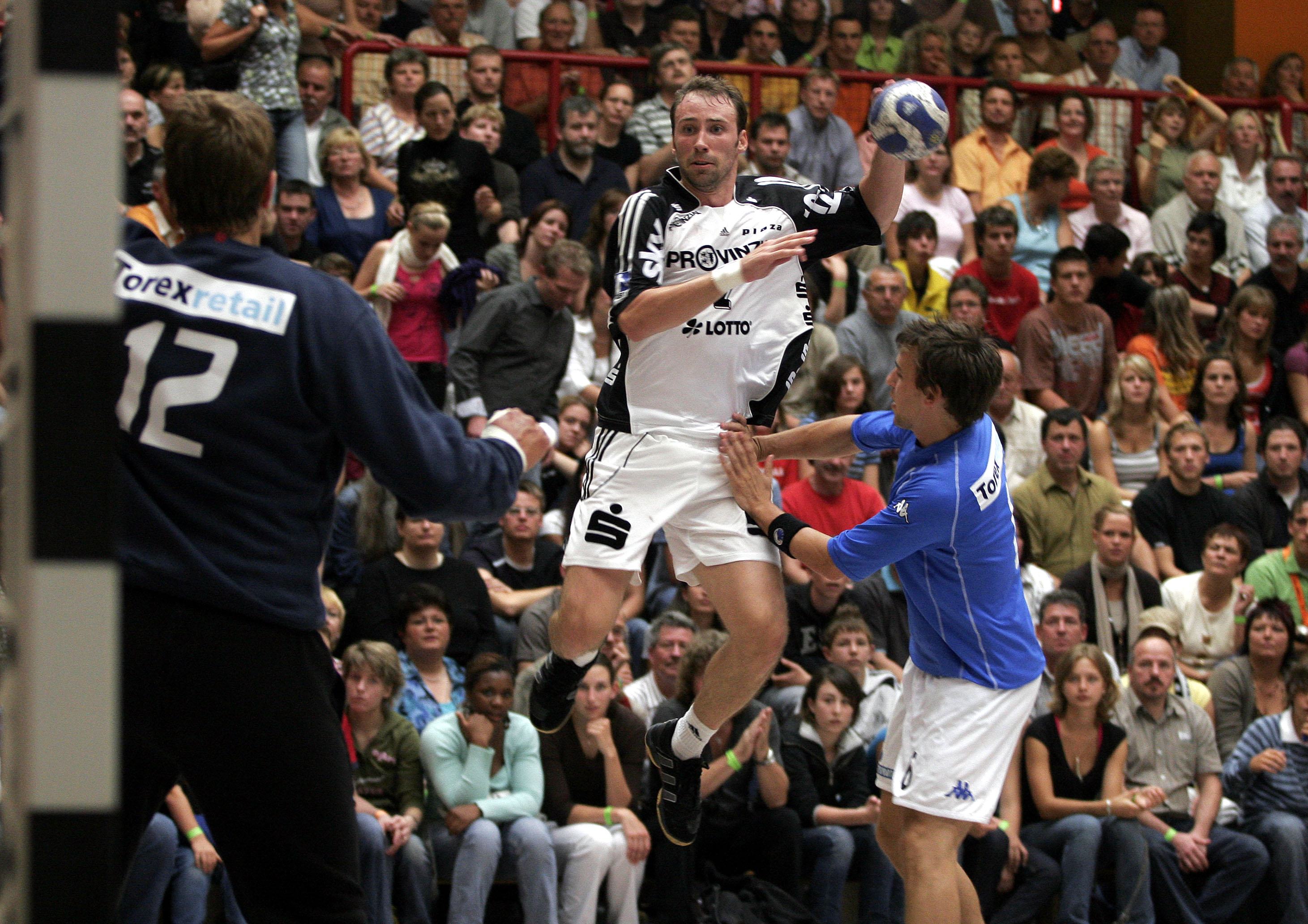
Vid Kavtičnik am 11. August 2007

Vid Kavtičnik [vit kau̯titʃnik] (* 24. Mai 1984 in Slovenj Gradec, SR Slowenien, SFR Jugoslawien) ist ein slowenischer ehemaliger Handballspieler, der auf der Position Rechtsaußen spielte.

## Karriere
Kavtičnik spielte für RK Velenje, bevor er in der Saison 2005/06 zum deutschen Erstligisten THW Kiel kam. Dort teilte er sich die Position mit Christian Zeitz. Zum Saisonende 2008/09 verließ Kavtičnik den THW. Zusammen mit seinem Kollegen Nikola Karabatić wechselte er für 1,5 Millionen Euro Ablösesumme zu Montpellier HB. Beide hatten mit dem THW gültige Verträge bis 2012. In der Saison 2019/20 lief er für Pays d’Aix UC auf. Anschließend wechselte er zu USAM Nîmes. Im Juni 2021 beendete er seine Profikarriere.
Kavtičnik bestritt 197 Länderspiele für die slowenische Nationalmannschaft und warf dabei 543 Tore. Zuletzt war er bei der Weltmeisterschaft 2013 in Spanien dabei. Er gehörte bei den Olympischen Spielen 2016 dem slowenischen Kader an.
Kavtičnik ist seit März 2022 als Sportdirektor der slowenischen Nationalmannschaft tätig.

## Privates
Vid Kavtičnik ist geschieden und hat eine Tochter (* 2010) sowie einen Sohn (* 2014).

## Erfolge und Ehrungen
- Französischer Meister 2010, 2011, 2012
- Französischer Pokalsieger 2010, 2012, 2013, 2016
- Französischer Ligapokalsieger 2010, 2011, 2012, 2014, 2016
- Champions-League-Sieger 2007 mit dem THW Kiel, 2018 mit Montpellier
- EHF-Champions-Trophy-Sieger 2007 und 2018
- Deutscher Meister 2006, 2007, 2008, 2009 mit dem THW Kiel
- DHB-Pokalsieger 2007, 2008, 2009 mit dem THW Kiel
- DHB-Supercup-Gewinner 2005, 2007, 2008 mit dem THW Kiel
- Bester Rechtsaußen und somit im All-Star-Team der EM 2004
- Slowenischer Vizemeister 2004
- 3. Platz in der slowenischen Liga 2001 und 2002
- Slowenischer Pokalsieger 2003
- Slowenischer Pokalfinalist 2004
- Mitglied der Hall of Fame der Europäischen Handballföderation seit 2023[7]

## Bundesligabilanz
| Saison    | Verein   | Spielklasse | Spiele | Tore | 7-Meter | Feldtore |
| --------- | -------- | ----------- | ------ | ---- | ------- | -------- |
| 2005/06   | THW Kiel | Bundesliga  | 34     | 166  | 23      | 143      |
| 2006/07   | THW Kiel | Bundesliga  | 32     | 114  | 38      | 76       |
| 2007/08   | THW Kiel | Bundesliga  | 34     | 129  | 26      | 103      |
| 2008/09   | THW Kiel | Bundesliga  | 32     | 158  | 58      | 100      |
| 2005–2009 | gesamt   | Bundesliga  | 132    | 567  | 145     | 422      |